# フランツ・フォン・ヘスリン
フランツ・フォン・ヘスリン（Franz von Hoeßlin, 1885年12月31日 - 1946年9月25日）は、ミュンヘンに生まれたドイツ人指揮者。

## 略歴
生地の音楽院において、マックス・レーガー、フェリックス・モットルの指導を受ける。デッサウ歌劇場（1923年-1926年）ヴッパータール歌劇場（1926年-1932年）の指揮者を歴任。第二次世界大戦戦前期、戦中期を通じて、たびたびバイロイト音楽祭の指揮台に立った。戦後も活動が期待されたが、1946年、妻エルナとともに飛行機事故死を遂げた。